# Бос (Мен и Лоара)
Бос (фр. Beausse) насеље је и општина у западној Француској у региону Лоара, у департману Мен и Лоара која припада префектури Шоле.
По подацима из 2011. године у општини је живело 394 становника, а густина насељености је износила 73,51 становника/km². Општина се простире на површини од 5,36 km². Налази се на средњој надморској висини од 163 метара (максималној 156 m, а минималној 83 m).

## Демографија
| 1962. | 1968. | 1975. | 1982. | 1990. | 1999. | 2011. |
| ----- | ----- | ----- | ----- | ----- | ----- | ----- |
| 379   | 392   | 362   | 385   | 372   | 361   | 394   |

График промене броја становника у току последњих година